# Костолна при Дунаву
Костолна при Дунаву (слч. Kostolná pri Dunaji) насељено је мјесто са административним статусом сеоске општине (слч. obec) у округу Сењец, у Братиславском крају, Словачка Република.

## Становништво
| Година:    | 1994. | 2004.   | 2014.    | 2024.    |
| ---------- | ----- | ------- | -------- | -------- |
| Број људи: | 466   | 470     | 592      | 901      |
| Разлика:   |       | +0,85 % | +25,95 % | +52,19 % |

| Година:    | 2023. | 2024.   |
| ---------- | ----- | ------- |
| Број људи: | 873   | 901     |
| Разлика:   |       | +3,20 % |

Према подацима о броју становника из 2011. године насеље је имало 516 становника.